# Nelly & Nadine
Nelly & Nadine är en svensk-norsk-belgisk dokumentärfilm från 2022 regisserad av Magnus Gertten. Filmen hade världspremiär i februari på filmfestivalen i Berlin och biopremiär i Sverige 11 mars 2022. Filmen vann juryns pris vid Teddy Award 2022.
Dokumentären handlar om kvinnorna Nelly Mousset-Vos och Nadine Hwang som blir förälskade 1944 i koncentrationslägret Ravensbrück. 

## Om filmen
Filmen är den tredje filmen i Magnus Gerttens trilogi om förintelseöverlevare med Hoppets hamn och Every Face Has a Name som de två föregångarna. Vid en filmvisning av Every Face Has a Name i Paris 2016 fick Gertten kontakt med Nellys barnbarn som kände igen Nadine i arkivbilderna som visas i filmen och kunde berätta Nelly och Nadines historia för Gertten.